# بيتار جلنيتش
بيتار جلنيتش مواليد 13 يونيو 1987 في كرواتيا، جمهورية كرواتيا الاشتراكية، جمهورية يوغوسلافيا الاشتراكية الاتحادية، هو لاعب كرة مضرب كرواتي سابق وكان يلعب باليد اليمنى. أعلى تصنيف له في الفردي كان المركز الـ 467 في سنة 2010. أعلى تصنيف له في الزوجي كان المركز الـ 579 في سنة 2007.

## روابط خارجية
- بيتار جلنيتش على موقع رابطة محترفي التنس (الإنجليزية)
- بيتار جلنيتش على موقع الاتحاد الدولي لكرة المضرب (الإنجليزية)
- بيتار جلنيتش على موقع خلاصة التنس.كوم (الإنجليزية)